# Et levende diktatur
Et levende diktatur er en dokumentarfilm instrueret af Kay Brase og Anna Lise Mortensen efter deres eget manuskript.

## Handling
Fem måneder før Ceaușescus fald var filmholdet i Rumænien, hvor det illegalt optog en film i en idyllisk landsby, som havde udslettelsen hængende over sig som en trussel. Interviews med nogle af landsbyens beboere vidner om den undertrykkelse, der fandt sted. De illegale optagelser veksler med citater fra den rumænske tv-avis, der uophørligt hylder diktatoren. Filmen afsluttes med tv-optagelser af den døde diktator.